# Tachytrechus insolitus
Tachytrechus insolitus är en tvåvingeart som beskrevs av Octave Parent 1931. Tachytrechus insolitus ingår i släktet Tachytrechus och familjen styltflugor.
Artens utbredningsområde är Sierra Leone. Inga underarter finns listade i Catalogue of Life.